# Giám đốc Nghiên cứu
Giám đốc Nghiên cứu, tiếng Anh là chief research officer (viết tắt: CRO) hay research officer hoặc research director, là một chức danh thường được trao cho giám đốc điều hành cao cấp nhất trong một doanh nghiệp để chịu trách nhiệm về nghiên cứu để hỗ trợ các mục tiêu của doanh nghiệp. Thông thường thì CRO sẽ báo cáo cho Giám đốc Điều hành, Giám đốc Hoạt động hay Giám đốc Tài chính. Trong tổ chức giáo dục, họ sẽ báo cáo cho hiệu trưởng hay chủ tịch.